# Ectactolpium kalaharicum
Espèce
Ectactolpium kalaharicum est une espèce de pseudoscorpions de la famille des Hesperolpiidae.

## Distribution
Cette espèce est endémique du Cap-du-Nord en Afrique du Sud. Elle se rencontre vers l'Auob.

## Description
Ectactolpium kalaharicum mesure de 1,4 à 1,5 mm.

## Étymologie
Son nom d'espèce lui a été donné en référence au lieu de sa découverte, le désert du Kalahari.

## Publication originale
- Beier, 1964 : Weiteres zur Kenntnis der Pseudoscorpioniden-Fauna des südlichen Afrika. Annals of the Natal Museum, vol. 16, p. 30-90 (texte intégral).